# ORIGINAL LOVE
오리지널 러브(Original Love, オリジナル・ラヴ)는 일본의 음악 그룹으로 결성 당시 멤버는 4명, 메이저 데뷔시는 5명의 밴드였지만, 현재는 타지마 타카오(田島 貴男)의 솔로 유닛이다. 약칭은 일반적으로 사용하던 "지나러브"나 "오리러브"가 아닌 "OL"(여사무원)로 부르자고 타지마 본인이 호소하고 있다.

## 구성원
- 다지마 다카오 (田島 貴男, 1966년 4월 4일 ~) 보컬, 기타, 피아노, 색소폰, 프로그래밍
지금까지 거의 모든 곡을 작사·작곡·편곡·프로그래밍했다.